# Terre-Clapier
Terre-Clapier est une ancienne commune française située dans le département du Tarn, en région Occitanie.

## Géographie

### Localisation
Commune du piémont du Massif central, située entre Albi et Castres sur le Lézert.

### Communes limitrophes
| Mouzieys-Teulet               | Villefranche-d'Albigeois                                       |                               |
| Fauch                         | Terre-Clapier                                                  | Teillet                       |
| Roumégoux (Terre-de-Bancalié) | Saint-Antonin-de-Lacalm (Terre-de-Bancalié) par un quadripoint | Le Travet (Terre-de-Bancalié) |

## Histoire
Le 1er janvier 2019, la commune fusionne avec Roumégoux, Ronel, Saint-Antonin-de-Lacalm, Saint-Lieux-Lafenasse et Le Travet pour former la commune nouvelle de Terre-de-Bancalié dont la création est actée par un arrêté préfectoral du 29 novembre 2018.

## Politique et administration
| Période                                  | Période  | Identité        | Étiquette | Qualité |
| ---------------------------------------- | -------- | --------------- | --------- | ------- |
| 2019                                     | 2020     | Floriane Thomas |           |         |
| 2020                                     | En cours | Virginie Bou    |           |         |
| Les données manquantes sont à compléter. |          |                 |           |         |

| Période                                  | Période | Identité         | Étiquette | Qualité |
| ---------------------------------------- | ------- | ---------------- | --------- | ------- |
| avant 1988                               | ?       | Gabriel Carrier  |           |         |
| mars 2001                                | 2018    | Maurice Rouquier |           |         |
| Les données manquantes sont à compléter. |         |                  |           |         |

## Démographie
L'évolution du nombre d'habitants est connue à travers les recensements de la population effectués dans la commune depuis 1793. Pour les communes de moins de 10 000 habitants, une enquête de recensement portant sur toute la population est réalisée tous les cinq ans, les populations de référence des années intermédiaires étant quant à elles estimées par interpolation ou extrapolation. Pour la commune, le premier recensement exhaustif entrant dans le cadre du nouveau dispositif a été réalisé en 2008.

En 2016, la commune comptait 259 habitants, en évolution de +8,37 % par rapport à 2010 (Tarn : +2,52 %, France hors Mayotte : +2,11 %).
| 1793 | 1800 | 1806 | 1821 | 1831 | 1836 | 1841 | 1846 | 1851 |
| ---- | ---- | ---- | ---- | ---- | ---- | ---- | ---- | ---- |
| 508  | 314  | 456  | 484  | 585  | 622  | 648  | 643  | 638  |

| 1856 | 1861 | 1866 | 1872 | 1876 | 1881 | 1886 | 1891 | 1896 |
| ---- | ---- | ---- | ---- | ---- | ---- | ---- | ---- | ---- |
| 582  | 565  | 562  | 578  | 543  | 536  | 519  | 502  | 502  |

| 1901 | 1906 | 1911 | 1921 | 1926 | 1931 | 1936 | 1946 | 1954 |
| ---- | ---- | ---- | ---- | ---- | ---- | ---- | ---- | ---- |
| 425  | 440  | 432  | 352  | 347  | 322  | 329  | 291  | 288  |

| 1962 | 1968 | 1975 | 1982 | 1990 | 1999 | 2006 | 2008 | 2013 |
| ---- | ---- | ---- | ---- | ---- | ---- | ---- | ---- | ---- |
| 276  | 247  | 244  | 234  | 218  | 215  | 235  | 241  | 257  |

| 2016 | - | - | - | - | - | - | - | - |
| ---- | - | - | - | - | - | - | - | - |
| 259  | - | - | - | - | - | - | - | - |

## Culture locale et patrimoine

### Lieux et monuments
- Lavoir restauré.
- Ruines du château de Plégades.

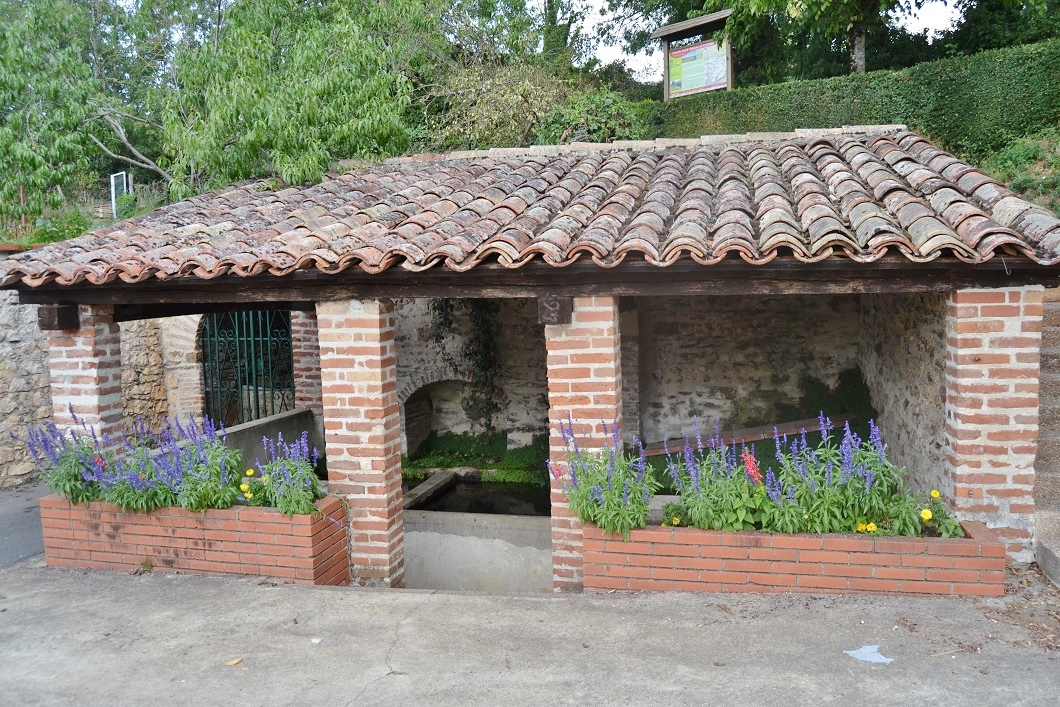
Église de Saint-Salvy de Fourestes.
- Vallée du Lézert et de l’Assou.
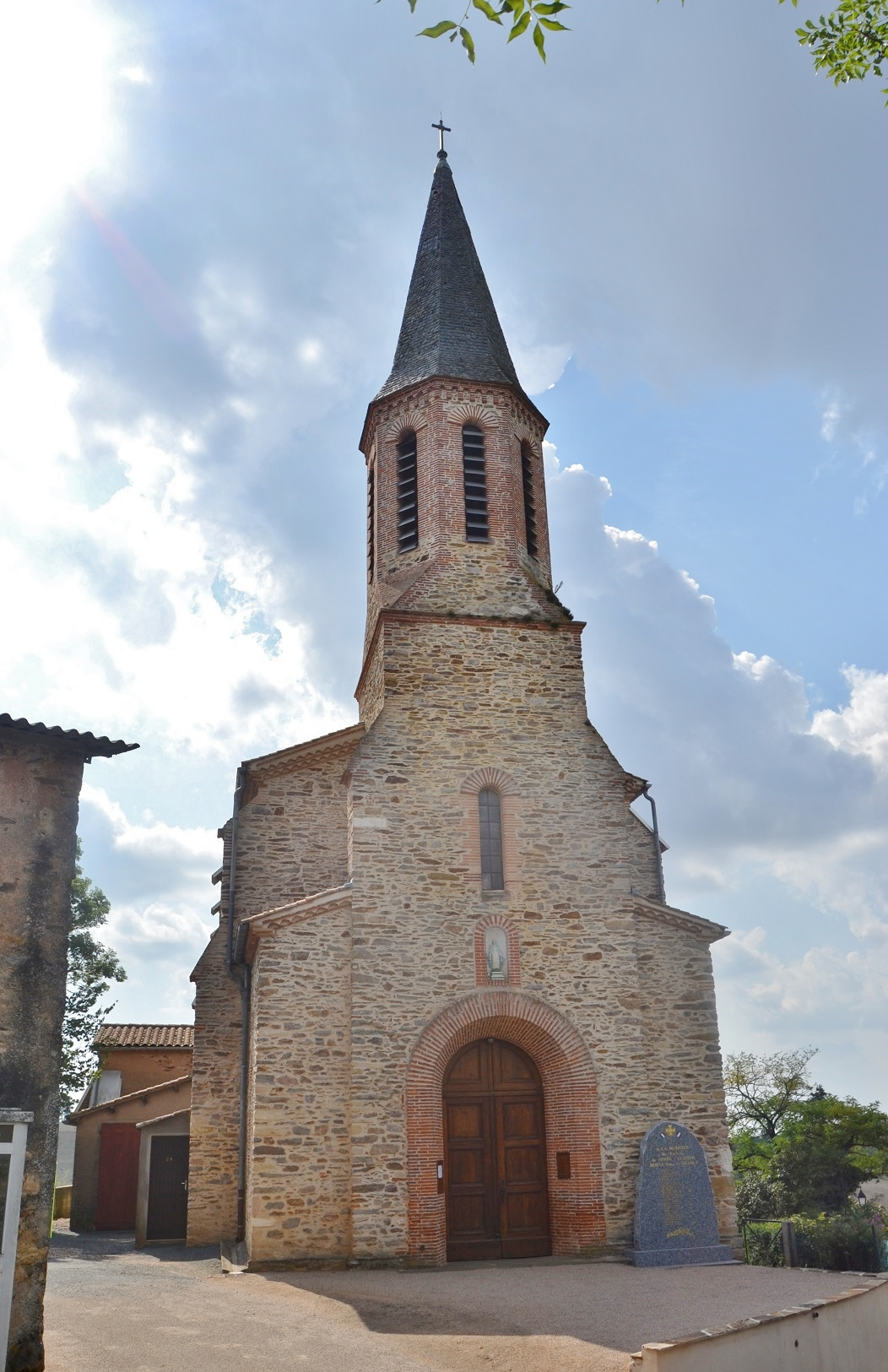
Lavoir de Saint-Salvy de Fourestes.
- Église de Saint-Salvy de Fourestes.

### Personnalités liées à la commune
- Jean-Pierre Sers (1746-1809), comte Sers et comte de l'Empire (26 avril 1808), armateur, député de la Gironde à l'Assemblée législative (1791), sénateur (1800-1804), né dans la commune.